# ヨーロピアン・チャンピオンシップ
ヨーロピアン・チャンピオンシップ (Unibet European Championship) は、プロフェッショナル・ダーツ・コーポレイション (PDC) が開催するダーツのトーナメントである。
イギリスを除くヨーロッパ各国のプレイヤーに、PDCの中でも頂点を争うプレイヤーと戦う機会を提供するのが、特徴である。

## PDC オーダー・オヴ・メリットと賞金
このトーナメントは、獲得した賞金額に基づくPDCのワールド・ランキング・システムであるPDC オーダー・オヴ・メリット (PDC OOM) に反映されるSky Sports以外のプレミア・イヴェントである。
現在、賞金総額は、全てのダーツ・イヴェント中、7番目であるが、プレミア・リーグ・ダーツはPDC オーダー・オヴ・メリットに反映されないため、PDC オーダー・オヴ・メリットへの寄与は、6番目に大きい。
このトーナメントの賞金は、以下の通りとなっている。
| 年   | 優勝     | 準優勝  | 準決勝  | 準々決勝 | ラスト 16 | ラスト 32 | ハイエスト・ チェクアウト | 9ダーター | 実総額   | 公称総額 |
| ---- | -------- | ------- | ------- | -------- | --------- | --------- | ------------------------- | --------- | -------- | -------- |
| 2008 | £50,000  | £25,000 | £12,500 | £8,500   | £4,000    | £2,000    | £2,000                    | -         | £200,000 | £200,000 |
| 2009 | £50,000  | £20,000 | £10,000 | £7,500   | £5,000    | £2,500    | 不明                      | -         | £200,000 | £200,000 |
| 2010 | £50,000  | £20,000 | £10,000 | £7,500   | £5,000    | £2,500    | 不明                      | -         | £200,000 | £200,000 |
| 2011 | £50,000  | £20,000 | £10,000 | £7,500   | £5,000    | £2,500    | 不明                      | 不明      | £200,000 | £200,000 |
| 2012 | £50,000  | £20,000 | £10,000 | £7,500   | £5,000    | £2,500    | 不明                      | -         | £200,000 | £200,000 |
| 2013 | £50,000  | £20,000 | £10,000 | £7,500   | £5,000    | £2,500    | 不明                      | -         | £200,000 | £200,000 |
| 2014 | £55,000  | £25,000 | £15,000 | £10,000  | £6,500    | £3,000    | 不明                      | 不明      | £250,000 | £250,000 |
| 2015 | £65,000  | £35,000 | £17,000 | £11,500  | £7,000    | £4,000    | 不明                      | -         | £300,000 | £300,000 |
| 2016 | £100,000 | £40,000 | £20,000 | £15,000  | £10,000   | £5,000    | 不明                      | -         | £400,000 | £400,000 |
| 2017 | £100,000 | £40,000 | £20,000 | £15,000  | £10,000   | £5,000    | 不明                      | £25,000   | £425,000 | £400,000 |
| 2018 | £100,000 | £40,000 | £20,000 | £15,000  | £10,000   | £5,000    | 不明                      | -         | £400,000 | £400,000 |
| 2019 | £120,000 | £60,000 | £32,000 | £20,000  | £10,000   | £6,000    | 不明                      | -         | £500,000 | £500,000 |
| 2020 | £120,000 | £60,000 | £32,000 | £20,000  | £10,000   | £6,000    | 不明                      | 不明      | £500,000 | £500,000 |
| 2021 | £120,000 | £60,000 | £32,000 | £20,000  | £10,000   | £6,000    | 不明                      | -         | £500,000 | £500,000 |
| 2022 | £120,000 | £60,000 | £32,000 | £20,000  | £10,000   | £6,000    | 不明                      | -         | £500,000 | £500,000 |
| 2023 | £120,000 | £60,000 | £32,000 | £20,000  | £10,000   | £6,000    | 不明                      | -         | £500,000 | £500,000 |
| 2024 | £120,000 | £60,000 | £40,000 | £25,000  | £15,000   | £7,500    | 不明                      | -         | £600,000 | £600,000 |

なお、この賞金額は、WDF/BDOの賞金額が最も多いイヴェントであるBDO ワールド・プロフェッショナル・ダーツ・チャンピオンシップス (レイクサイド) の賞金額には及ばないが、2番目のワールド・マスターズを超えている。
2011年における他のトーナメントとの賞金額の比較は、次の通りである (ワールド・マスターズのみ賞金額が未発表のため、2010年のものを用いたが、PDCの2010年における両トーナメントの賞金は、2011年と同じである) 。
| 年   | 団体      | 大会                              | 公称総額 | 実総額    | 優勝     | 準優勝  | 準決勝  | 準々決勝 | ラスト 16 | ラスト 32 (*24) | ラスト 64 (*40) | 9ダーター | ハイエスト・ チェクアウト |
| ---- | --------- | --------------------------------- | -------- | --------- | -------- | ------- | ------- | -------- | --------- | --------------- | --------------- | --------- | ------------------------- |
| 2011 | PDC       | ヨーロピアン・チャンピオンシップ  | £200,000 | £200,000  | £50,000  | £20,000 | £10,000 | £7,500   | £5,000    | £2,500          | -               | 不確定    | 不明                      |
| 2011 | PDC       | UKオープン                        | £200,000 | £200,000+ | £40,000  | £20,000 | £10,000 | £6,000   | £4,000    | £2,000          | £1,000          | -         | 不明                      |
| 2011 | WDF (BDO) | レイクサイド (メンズ)             | £329,000 | £261,000  | £100,000 | £30,000 | £11,000 | £6,000   | £4,250    | £3,000          | -               | -         | £3,000                    |
| 2011 | WDF (BDO) | レイクサイド (ウィメンズ)         | £329,000 | £16,000   | £10,000  | £2,000  | £1,000  | £500     | -         | -               | -               | -         | £3,000                    |
| 2010 | WDF (BDO) | ワールド・マスターズ (メンズ)     | £66,500  | £56,000   | £25,000  | 不明    | 不明    | 不明     | £1,000    | *£0             | *£0             | -         | £1,000                    |
| 2010 | WDF (BDO) | ワールド・マスターズ (ウィメンズ) | £66,500  | £10,500   | £5,000   | £2,000  | £750    | £500     | £0        | -               | -               | -         | £1,000                    |

## 本戦の日程・会場・放送など
日程、会場、タイトル・スポンサー、テレビ放送などの情報は、以下の通りである。
2009年のテレビ放送はなかったが、インターネット放送のPDCtv (現在のLive PDC TV) で全試合を生で観戦できた。
なお、2010年以降もテレビ放送と同時に、Live PDC TVでの放送も行われている。
| 年   | 開始日     | 終了日    | 開催日数 | 開催国   | 会場                       | スポンサー     | 使用ボード          | テレビ放送 |
| ---- | ---------- | --------- | -------- | -------- | -------------------------- | -------------- | ------------------- | ---------- |
| 2008 | 10/30 (木) | 11/2 (日) | 4        | ドイツ   | ジュトゥバーンホフ         | PartyPoker.net | unicorn ECLIPSE PRO | ITV        |
| 2009 | 10/29 (木) | 11/1 (日) | 4        | オランダ | Claus Hotel & Event Center | PartyPoker.net | unicorn ECLIPSE PRO | -          |
| 2010 | 7/29 (木)  | 8/1 (日)  | 4        | ドイツ   | ディンスラケン             | PartyPoker.net | unicorn ECLIPSE PRO | Bravo      |
| 2011 | 7/28 (木)  | 7/31 (日) | 4        | ドイツ   | デュッセルドルフ           | PartyPoker.net | unicorn ECLIPSE PRO | ITV        |

## 形式
ヨーロピアン・チャンピオンシップは、ラスト32から始まるレッグ形式のシングル・エリミネイション・トーナメントである。

### 出場者の決定
2024年は、以下から出場者が、選抜された。
- ヨーロピアンツアー・オーダー・オヴ・メリット (32名)

このランキングは、シーズンに13回行われたヨーロッパ・ツアー・イベントでの合計獲得賞金に基づいている。

### 本戦
本戦の形式は、以下の通りである。
なお、タイブレイクはない。
| ラウンド | 曜日 | レッグズ (ベスト・オヴ) |
| -------- | ---- | ----------------------- |
| 1        | 木   | 11                      |
| 1        | 金   | 11                      |
| 2        | 土   | 19                      |
| 準々決勝 | 日   | 19                      |
| 準決勝   | 日   | 21                      |
| 決勝     | 日   | 21                      |

#### レッグ数
2009年からタイブレイクはない。
2008年は、2レッグズ差以上にならないと、勝ちとならなかったが、6レッグズ延長しても差がつかない場合は、スロー・フォー・ブルを行って先攻を決め、そのレッグを取ったプレイヤーを勝ちとした。
| 年   | 1  | 2  | 準々決勝 | 準決勝 | 決勝 |
| ---- | -- | -- | -------- | ------ | ---- |
| 2008 | 9  | 17 | 17       | 21     | 21   |
| 2009 | 11 | 17 | 19       | 21     | 21   |
| 2010 | 11 | 19 | 19       | 21     | 21   |
| 2011 | 11 | 19 | 19       | 21     | 21   |
| 2012 | 11 | 19 | 19       | 21     | 21   |
| 2013 | 11 | 19 | 19       | 21     | 21   |
| 2014 | 11 | 19 | 19       | 21     | 21   |
| 2015 | 11 | 19 | 19       | 21     | 21   |
| 2016 | 11 | 19 | 19       | 21     | 21   |
| 2017 | 11 | 19 | 19       | 21     | 21   |
| 2018 | 11 | 19 | 19       | 21     | 21   |
| 2019 | 11 | 19 | 19       | 21     | 21   |
| 2020 | 11 | 19 | 19       | 21     | 21   |
| 2021 | 11 | 19 | 19       | 21     | 21   |
| 2022 | 11 | 19 | 19       | 21     | 21   |
| 2023 | 11 | 19 | 19       | 21     | 21   |
| 2024 | 11 | 19 | 19       | 21     | 21   |

## 結果

### 決勝戦
このトーナメントの結果は、以下の通りである。
| 年   | 優勝 (決勝平均)                       | Score | 準優勝 (決勝平均)                    | 賞金     | 賞金     | 賞金    | スポンサー     | 会場                                   |
| 年   | 優勝 (決勝平均)                       | Score | 準優勝 (決勝平均)                    | 総額     | 優勝     | 準優勝  | スポンサー     | 会場                                   |
| ---- | ------------------------------------- | ----- | ------------------------------------ | -------- | -------- | ------- | -------------- | -------------------------------------- |
| 2008 | フィル・テイラー (104.35)             | 11–5  | エイドリアン・ルイス (96.56)         | £200,000 | £50,000  | £25,000 | PartyPoker.net | Südbahnhof, フランクフルト             |
| 2009 | フィル・テイラー (109.35)             | 11–3  | スティーブ・ビートン (97.16)         | £200,000 | £50,000  | £20,000 | PartyPoker.net | Claus Event Center, Hoofddorp          |
| 2010 | フィル・テイラー (105.74)             | 11–1  | ウェイン・ジョーンズ (94.64)         | £200,000 | £50,000  | £20,000 | PartyPoker.net | Stadthalle Dinslaken, Dinslaken        |
| 2011 | フィル・テイラー (109.29)             | 11–8  | エイドリアン・ルイス (98.72)         | £200,000 | £50,000  | £20,000 | PartyPoker.net | Maritim Hotel, デュッセルドルフ        |
| 2012 | サイモン・ウィットロック (94.91)      | 11–5  | ウェズ・ニュートン (89.47)           | £200,000 | £50,000  | £20,000 | PartyPoker.net | RWE-Sporthalle, Mülheim                |
| 2013 | エイドリアン・ルイス (103.34)         | 11–6  | サイモン・ウィットロック (99.59)     | £200,000 | £50,000  | £20,000 | PartyPoker.net | RWE-Sporthalle, Mülheim                |
| 2014 | マイケル・ヴァン・ガーウェン (98.16)  | 11–4  | テリー・ジェンキンス (92.90)         | £250,000 | £55,000  | £25,000 | 888.com        | RWE-Sporthalle, Mülheim                |
| 2015 | マイケル・ヴァン・ガーウェン (107.28) | 11–10 | ゲイリー・アンダーソン (102.42)      | £300,000 | £65,000  | £35,000 | Unibet         | Ethias Arena, Hasselt                  |
| 2016 | マイケル・ヴァン・ガーウェン (111.62) | 11–1  | メンサー・スルホビック (85.91)       | £400,000 | £100,000 | £40,000 | Unibet         | Ethias Arena, Hasselt                  |
| 2017 | マイケル・ヴァン・ガーウェン (108.91) | 11–7  | ロブ・クロス (102.39)                | £400,000 | £100,000 | £40,000 | Unibet         | Ethias Arena, Hasselt                  |
| 2018 | ジェームズ・ウェイド (91.44)          | 11–8  | サイモン・ウィットロック (88.81)     | £400,000 | £100,000 | £40,000 | Unibet         | ヴェストファーレンハレン, ドルトムント |
| 2019 | ロブ・クロス (93.12)                  | 11–6  | ガーウィン・プライス (84.51)         | £500,000 | £120,000 | £60,000 | Unibet         | Lokhalle, Göttingen                    |
| 2020 | ピーター・ライト (104.33)             | 11–4  | ジェームズ・ウェイド (95.28)         | £500,000 | £120,000 | £60,000 | Unibet         | ヴェストファーレンハレン, ドルトムント |
| 2021 | ロブ・クロス (92.91)                  | 11–8  | マイケル・ヴァン・ガーウェン (93.66) | £500,000 | £120,000 | £60,000 | Cazoo          | ザルツブルガリーナ, ザルツブルク       |
| 2022 | ロス・スミス (101.31)                 | 11–8  | マイケル・スミス (100.47)            | £500,000 | £120,000 | £60,000 | Cazoo          | ヴェストファーレンハレン, ドルトムント |
| 2023 | ピーター・ライト (97.39)              | 11–6  | ジェームズ・ウェイド (92.09)         | £500,000 | £120,000 | £60,000 | Machineseeker  | ヴェストファーレンハレン, ドルトムント |
| 2024 | リッチー・エドハウス (90.55)          | 11–3  | ジャーメイン・ワッティメナ (84.64)   | £600,000 | £120,000 | £60,000 | Machineseeker  | ヴェストファーレンハレン, ドルトムント |

### ナイン・ダート・フィニッシュ
この大会では、これまで4度のナイン・ダート・フィニッシュが達成されている。
| 選手                         | 年   | ラウンド | 方法                          | 相手                               | 結果 |
| ---------------------------- | ---- | -------- | ----------------------------- | ---------------------------------- | ---- |
| エイドリアン・ルイス         | 2011 | 準決勝   | 3×T20; 3×T20; T20, T19, D12   | レイモンド・ファン・バルネフェルト | 勝利 |
| マイケル・ヴァン・ガーウェン | 2014 | 準決勝   | 2×T20, T19; 3×T20; 2×T20, D12 | レイモンド・ファン・バルネフェルト | 勝利 |
| カイル・アンダーソン         | 2017 | 準決勝   | 3×T20; 3×T20; T20, T19, D12   | マイケル・ヴァン・ガーウェン       | 敗戦 |
| ホセ・デ・ソーサ             | 2020 | ラスト32 | 2×T20, T19; 3×T20; 2×T20, D12 | ジェフリー・デ・ズワーン           | 勝利 |

### ハイエスト・チェックアウト
2024年までで、延べ14名の選手がハイエスト・チェックアウトを達成している。
| 年   | 選手                                                  | 数字 |
| ---- | ----------------------------------------------------- | ---- |
| 2008 | ウェイン・ジョーンズ                                  | 161  |
| 2009 | マイケル・ヴァン・ガーウェン                          | 170  |
| 2010 | ウェス・ニュートン                                    | 170  |
| 2011 | ウェス・ニュートン レイモンド・ファン・バルネフェルト | 167  |
| 2012 | デイブ・チズナル サイモン・ウィットロック             | 167  |
| 2013 | ジョン・パート                                        | 170  |
| 2014 | マイケル・ヴァン・ガーウェン                          | 167  |
| 2015 | フィル・テイラー ガーウィン・プライス                 | 161  |
| 2016 | サイモン・ウィットロック                              | 170  |
| 2017 | マイケル・ヴァン・ガーウェン                          | 170  |
| 2018 | マイケル・ヴァン・ガーウェン                          | 170  |
| 2019 | ネーザン・アスピナル ガーウィン・プライス             | 170  |
| 2020 | マックス・ホップ                                      | 170  |
| 2021 | ダニー・ノッパード                                    | 170  |
| 2022 | デーモン・ヘタ                                        | 170  |
| 2023 | クリス・ドビー                                        | 170  |
| 2024 | ダニー・ノッパード                                    | 170  |

## 記録
このトーナメントの歴代の記録は、以下の通りである。

### 回数
ここでは、回数に関する記録を紹介する。

#### 最多優勝
- 4  フィル・テイラー
- 4  マイケル・ヴァン・ガーウェン
- 2  ロブ・クロス
- 2  ピーター・ライト

#### 最多決勝出場
- 5  マイケル・ヴァン・ガーウェン
- 4  フィル・テイラー
- 3  ロブ・クロス
- 3  エイドリアン・ルイス
- 3  サイモン・ウィットロック
- 3  ジェームズ・ウェイド

#### 最多出場
- 16  マイケル・ヴァン・ガーウェン
- 16  ジェームズ・ウェイド
- 14  マーヴィン・キング
- 13  メンサー・スルホビック
- 13  ピーター・ライト
- 13  デイブ・チズナル
- 11  サイモン・ウィットロック
- 11  ヴィンセント・ファン・デル・フォールト

#### 最多勝利
- 35  マイケル・ヴァン・ガーウェン (5回: 2014 - 2017;　4回: 2021;　3回: 2013;　2回: 2023;　1回: 2009 - 2010, 2012, 2018, 2020, 2024)
- 28  フィル・テイラー (5回: 2008 - 2011;　2回: 2012, 2015 - 2016;　1回: 2013 - 2014)

#### 不敗記録
このトーナメントの初開催から、フィル・テイラーは最長の4連覇を達成した。マイケル・ヴァン・ガーウェンは2014年から2017年にかけて、この偉業を繰り返した。
- 22  フィル・テイラー (2008年第1ラウンド - 2012年準々決勝)
- 21  マイケル・ヴァン・ガーウェン (2014年第1ラウンド - 2018年第2ラウンド)

### 180
180の記録は、2009年以降のものに限定する。

#### 最多の大会
- 190 2009 ヨーロピアン・チャンピオンシップ
- 163 2010 ヨーロピアン・チャンピオンシップ

#### 1大会中の最多
- 37  フィル・テイラー (2009)
- 31  エイドリアン・ルイス (2011)
- 28  ウェズ・ニュートン (2012)
- 21  スティーブ・ビートン (2009)
- 20  キム・ハイブレクト (2012)
- 19  フィル・テイラー (2010)
- 19  サイモン・ウィットロック (2012)

### 100以上の平均値

#### 全ラウンド
3試合以上を戦った場合で見ると、延べ4名のプレイヤーが、全ラウンドでの平均値100以上を達成している。
- 2008  フィル・テイラー (R1: 106.10; R2: 113.97; QF: 103.26; SF: 113.33; F: 104.35)
- 2009  フィル・テイラー (R1: 109.97; R2: 110.88; QF: 118.14; SF: 109.36; F: 109.35)
- 2010  フィル・テイラー (R1: 101.27; R2: 106.16; QF: 103.33; SF: 105.37; F: 105.74)
- 2015  マイケル・ヴァン・ガーウェン (R1: 100.37; R2: 106.81; QF: 106.55; SF: 104.76; F: 107.28)
- 2015  フィル・テイラー (R1: 100.24; R2: 105.25; QF: 106.12)
- 2016  マイケル・ヴァン・ガーウェン (R1: 100.77; R2: 105.50; QF: 106.79; SF: 102.98; F: 111.62)
- 2016  フィル・テイラー (R1: 109.28; R2: 103.98; QF: 104.36)
- 2020  ピーター・ライト (R1: 104.73; R2: 102.70; QF: 104.19; SF: 102.06; F: 104.33)
- 2021  ガーウィン・プライス (R1: 104.53; R2: 102.96; QF: 107.56)

#### 最高大会平均値
3試合以上で戦った場合で見る。2024年までで、最高は、フィル・テイラーの111.54 (2009) である。
| 記録   | プレイヤー                   | 年   | 結果         |
| ------ | ---------------------------- | ---- | ------------ |
| 111.54 | フィル・テイラー             | 2009 | チャンピオン |
| 108.20 | フィル・テイラー             | 2008 | チャンピオン |
| 105.87 | フィル・テイラー             | 2016 | 準々決勝     |
| 105.53 | マイケル・ヴァン・ガーウェン | 2016 | チャンピオン |
| 105.15 | マイケル・ヴァン・ガーウェン | 2015 | チャンピオン |

#### 最高対戦平均値
2024年までで、最高は、フィル・テイラーの118.14である。
| 記録   | プレイヤー                         | 対戦相手               | 年   | ラウンド |
| ------ | ---------------------------------- | ---------------------- | ---- | -------- |
| 118.14 | フィル・テイラー                   | ゲイリー・アンダーソン | 2009 | 準々決勝 |
| 113.97 | フィル・テイラー                   | マーヴィン・キング     | 2008 | ラスト16 |
| 113.33 | フィル・テイラー                   | ロバート・ソーントン   | 2008 | 準決勝   |
| 113.04 | レイモンド・ファン・バルネフェルト | テリー・ジェンキンス   | 2012 | ラスト32 |
| 111.62 | マイケル・ヴァン・ガーウェン       | メンサー・スルホビック | 2016 | 決勝     |
| 111.33 | ジョニー・クレイトン               | ジェームズ・ウェイド   | 2019 | ラスト32 |
| 111.03 | フィル・テイラー                   | トゥーン・グリーブ     | 2009 | ラスト32 |
| 111.00 | マイケル・ヴァン・ガーウェン       | デイブ・チズナル       | 2014 | 準々決勝 |
| 110.88 | フィル・テイラー                   | ロバート・ソーントン   | 2009 | ラスト16 |
| 110.32 | マイケル・ヴァン・ガーウェン       | ポール・ニコルソン     | 2018 | ラスト32 |

#### 対戦平均値の回数
2024年までで、最多は、マイケル・ヴァン・ガーウェンの29回である。
- 30  マイケル・ヴァン・ガーウェン
- 26  フィル・テイラー
- 14  ピーター・ライト
- 8  エイドリアン・ルイス
- 8  ガーウィン・プライス
- 7  レイモンド・ファン・バルネフェルト
- 6  デイブ・チズナル
- 6  マイケル・スミス
- 6  ゲイリー・アンダーソン
- 4  マーヴィン・キング
- 4  ジョニー・クレイトン
- 4  コリン・ロイド
- 4  ネーザン・アスピナル
- 4  スティーブン・バンティング
- 4  ダニー・ノッパード
- 4  ライアン・サール

#### 両者共
2024年までで、38回達成されている。
- 2008年第2ラウンド (113.97)  フィル・テイラー vs  マーヴィン・キング (101.30)
- 2008年第2ラウンド (107.02)  レイモンド・ファン・バルネフェルト vs  デニス・プリーストリー (102.35)
- 2008年準々決勝 (108.62)  エイドリアン・ルイス vs  レイモンド・ファン・バルネフェルト (102.48)
- 2008年準決勝 (113.33)  フィル・テイラー vs  ロバート・ソーントン (102.12)
- 2009年第2ラウンド (104.00)  マーヴィン・キング vs  コリン・オズボーン (101.80)
- 2009年準々決勝 (118.14)  フィル・テイラー vs  ゲイリー・アンダーソン (106.12)
- 2011年第1ラウンド (102.17)  ロニー・バクスター vs  マイケル・ヴァン・ガーウェン (101.09)
- 2011年第2ラウンド (105.80)  エイドリアン・ルイス vs  デイブ・チズナル (100.51)
- 2011年第2ラウンド (102.07)  レイモンド・ファン・バルネフェルト vs  マーク・ウォルシュ (100.53)
- 2012年第2ラウンド (102.25)  レイモンド・ファン・バルネフェルト vs  マイケル・ヴァン・ガーウェン (103.86)
- 2014年第1ラウンド (101.09)  ヴィンセント・ファン・デル・フォールト vs  ロバート・ワグナー (100.59)
- 2014年第2ラウンド (102.21)  スティーブン・バンティング vs  フィル・テイラー (102.13)
- 2014年準々決勝 (111.00)  マイケル・ヴァン・ガーウェン vs  デイブ・チズナル (100.98)
- 2015年第2ラウンド (103.86)  デイブ・チズナル vs  スティーブン・バンティング (102.27)
- 2015年準決勝 (104.76)  マイケル・ヴァン・ガーウェン vs  ピーター・ライト (104.74)
- 2015年決勝 (107.28)  マイケル・ヴァン・ガーウェン vs  ゲイリー・アンダーソン (102.42)
- 2016年準々決勝 (105.50)  メンサー・スルホビック vs  フィル・テイラー (104.36)
- 2017年決勝 (108.91)  マイケル・ヴァン・ガーウェン vs  ロブ・クロス (102.39)
- 2018年準々決勝 (100.27)  サイモン・ウィットロック vs  スティーブ・ウェスト (101.67)
- 2019年第1ラウンド (106.09)  マイケル・スミス vs  イアン・ホワイト (100.52)
- 2019年第2ラウンド (109.75)  デイブ・チズナル vs  ジョニー・クレイトン (101.15)
- 2019年第2ラウンド (103.85)  ガーウィン・プライス vs  ネーザン・アスピナル (101.88)
- 2020年第1ラウンド (103.13)  マイケル・ヴァン・ガーウェン vs  ダリウス・ラバナスカス (100.06)
- 2020年第1ラウンド (104.73)  ピーター・ライト vs  ガブリエル・クレメンス (100.36)
- 2020年第2ラウンド (103.64)  イアン・ホワイト vs  マイケル・ヴァン・ガーウェン (101.95)
- 2020年第2ラウンド (102.70)  ピーター・ライト vs  ガーウィン・プライス (100.76)
- 2020年準決勝 (102.06)  ピーター・ライト vs  ジョニー・クレイトン (100.95)
- 2021年第1ラウンド (101.90)  ライアン・サール vs  マイケル・スミス (101.98)
- 2021年第2ラウンド (101.21)  ダニー・ノッパード vs  ライアン・サール (101.03)
- 2021年第2ラウンド (100.96)  ネーザン・アスピナル vs  デーモン・ヘタ (101.66)
- 2021年準々決勝 (107.74)  マイケル・ヴァン・ガーウェン vs  ガーウィン・プライス (107.56)
- 2021年準決勝 (103.41)  マイケル・ヴァン・ガーウェン vs  ネーザン・アスピナル (102.29)
- 2022年第1ラウンド (105.28)  ホセ・デ・ソーサ vs  マーティン・シンドラー (101.15)
- 2022年第2ラウンド (106.07)  マイケル・スミス vs  ジョシュ・ロック (101.69)
- 2022年第2ラウンド (100.75)  ロス・スミス vs  ディミトリ・バン・デン・バーグ (100.89)
- 2022年準決勝 (103.61)  マイケル・スミス vs  ダーク・バン・デュイベンボーデ (101.43)
- 2022年決勝 (101.32)  ロス・スミス vs  マイケル・スミス (100.47)
- 2024年準々決勝 (103.91)  リッチー・エドハウス vs  ゲイリー・アンダーソン (100.90)

### 試合記録

#### 最長試合
- 21 (レグ)  スティーブ・ビートン 11 vs 10   ジェームズ・ウェイド (2009年準決勝)
- 21  フィル・テイラー 11 vs 10   テリー・ジェンキンス (2010年準決勝)
- 21  ウェイン・ジョーンズ 11 vs 10   コリン・ロイド (2010年準決勝)
- 21  エイドリアン・ルイス 11 vs 10   レイモンド・ファン・バルネフェルト (2011年準決勝)
- 21  マイケル・ヴァン・ガーウェン 11 vs 10   ゲイリー・アンダーソン (2015年決勝)
- 21  マイケル・ヴァン・ガーウェン 11 vs 10   カイル・アンダーソン (2017年準決勝)
- 21  サイモン・ウィットロック 11 vs 10   ジョー・カレン (2018年準決勝)
- 21  ジェームズ・ウェイド 11 vs 10   マックス・ホップ (2018年準決勝)
- 21  ジェームズ・ウェイド 11 vs 10   デボン・ピーダーセン (2020年準決勝)
- 21  マイケル・ヴァン・ガーウェン 11 vs 10   ネーザン・アスピナル (2021年準決勝)
- 21  ジャーメイン・ワッティメナ 11 vs 10   ダニー・ノッパード (2024年準決勝)

#### 最短試合
- 5  ウェイン・マードル 5 vs 0   アンドリー・ウェルジ (2008年1回戦)

#### 最大差
- 10  フィル・テイラー 11 vs 1   ウェイン・ジョーンズ (2010年決勝)
- 10  マイケル・ヴァン・ガーウェン 11 vs 1   メンサー・スルホビック (2016年決勝)
- 10  サイモン・ウィットロック 10 vs 0   アラン・ノリス (2017年2回戦)
- 9  フィル・テイラー 9 vs 0   ロバート・ソーントン (2009年2回戦)
- 9  マイケル・ヴァン・ガーウェン 10 vs 1   イアン・ホワイト (2017年2回戦)
- 9  ジェームズ・ウェイド 10 vs 1   ホセ・デ・ソーサ (2023年2回戦)

### 年齢
ここでは、年齢に関する記録を紹介する。

#### 最年長優勝
- 53歳233日  ピーター・ライト (2023)

#### 最年少優勝
- 25歳184日  マイケル・ヴァン・ガーウェン (2014)

#### 最年長出場
- 60歳14日  デニス・プリーストリー (2010)

#### 最年少出場
- 19歳111日  キーン・バリー (2021)
- 19歳218日  ジェフリー・デ・ズワーン (2015)
- 19歳239日  アダム・ゴーラス (2021)